# Josipovo
Josipovo – wieś w Chorwacji, w żupanii virowiticko-podrawskiej, w gminie Sopje. W 2011 roku liczyła 281 mieszkańców.